# Андрій Іванович (князь турівський)
Андрій Іванович (1195 — убитий 1 червня 1223) — князь турівський з роду Ізяславичів турово-пінських, син Івана Юрійовича. Був одружений з дочкою великого князя київського Мстислава Романовича (1214—1223).
У битві на Калці в 1223 Андрій перебував в укріпленому таборі на правому березі річки та потрапив у полон разом зі своїм тестем та молодшим родичем Олександром Глібовичем. Роздавлений дошками, на яких сіли бенкетувати монголи. Наступником Андрія у Турівському князівстві став Володимир Святополкович.